# Lançados
Els Lançados eren colons i aventurers d'origen portuguès a Senegàmbia, les illes de Cap Verd, Guinea i altres zones de la costa d'Àfrica Occidental. Molts eren jueus, sovint cristians nous que fugien de la persecució de la Inquisició portuguesa.. Els lançados sovint prenien esposes africanes de les famílies governants locals, activant la protecció i llaços comercials avantatjosos. Organitzaren xarxes clandestines de comerç d'armament, espècies i a vegades d'esclaus, provocant les ires de la Corona portuguesa a causa de la seva incapacitat per recaptar impostos.
Encara que mai foren gaire nombrosos, els nens mestissos nascuts dels lançados i les seves esposes i concubines africanes serviren com a intermediaris fonamentals entre els europeus i els nadius africans. Exerciren un poder significatiu en el desenvolupament primerenc d'economies portuàries com Bissau i Cacheu, i foren força actius a les zones costaneres d'Àfrica i Àsia com Bambouk. Foren els pares de la llengua i cultura criolla.

## Notables Lançados
- Bibiana Vaz (c. 1630 - 1694+)